# Colossendeis spicula
Colossendeis spicula is een zeespin uit de familie Colossendeidae. De soort behoort tot het geslacht Colossendeis. Colossendeis spicula werd in 1994 voor het eerst wetenschappelijk beschreven door Child. 